# Лунгачі (селище при залізничній станції)
Лунгачі (рос. Лунгачи) — селище залізничної станції  у Волховському районі Ленінградської області Російської Федерації.
Населення становить 17 осіб. Належить до муніципального утворення Селівановське сільське поселення.

## Історія
Згідно із законом № 56-оз від 6 вересня 2004 року належить до муніципального утворення Селівановське сільське поселення.

## Населення
| 1997 | 2007 | 2010 | 2017 |
| ---- | ---- | ---- | ---- |
| 23   | ↗26  | ↘18  | ↘17  |